# Mort, c'est mort
Mort, c'est mort (Escape to L.A. trad. litt. : Fuite vers L.A.) est le quatrième épisode de la quatrième saison de la série télévisée britannique Torchwood, saison intitulée Torchwood : Le Jour du Miracle.

## Accroche
L'équipe Torchwood s'est installée à Los Angeles. Là, ils infiltrent PhiCorp pour s'emparer de données sur les plans du groupe pharmaceutique pour la gestion du Miracle. Pendant ce temps, Oswald Danes et Jilly Kitzinger doivent faire face à un adversaire coriace qui menace de leur ravir la palme de la nouveauté.

## Distribution
- John Barrowman : Capitaine Jack Harkness
- Eve Myles : Gwen Cooper
- Mekhi Phifer : Rex Matheson
- Alexa Havins : Esther Drummond
- Kai Owen : Rhys Williams
- Bill Pullman : Oswald Danes
- Lauren Ambrose : Jilly Kitzinger
- Arlene Tur : Vera Juarez
- Mare Winningham : Ellis Hartley Monroe
- C. Thomas Howell : Tueur à la poursuite de Torchwood
- Juanita Jennings : Bisme Katusi
- Candace Brown : Sarah Drummond
- Kelvin Yu : Nicolas Frumkin
- Desean Terry : Infirmier
- Roger Vernon Burton : Vieil homme décharné
- Katsy Chappell : Femme
- April Clark : Jeune mère
- Anthony Dilio : Gardien à l'entrée
- David Fofi : Gardien costaud
- Teresa Garza : Présentatrice hispanophone
- Roy Lee Jones : Maurice
- JoNell Kennedy : Veronica
- Masami Kosaka : Présentateur japonais
- Ronobir Lahiri : Simran
- Michael D. Nye : Malade
- Barbara Mallory : Vieille femme effrayée
- Brian Keith Russell : Loueur appartement
- Christian Svensson : Chauffeur
- Randa Walker : Candice
- David Grant Wright : Présentateur

## Résumé
Esther rend visite à sa sœur, Sarah Drummond. Elle découvre la maison murée de planches et dit à Sarah pourquoi elle va mettre fin au Miracle. Elle demande à voir Alice et Melanie Drummond avant de partir. Sarah refuse à cause de son état mental, convaincue que le miracle est un poison, et referme la porte sur elle. Depuis sa voiture Esther téléphone aux services sociaux et indique que les deux fillettes sont en danger, mais refuse de donner son nom. Elle part. Un homme dans une voiture noire avec un étrange triangle sur son écran GPS annonce "J'ai trouvé Esther Drummond". Une voix lui ordonne de suivre Esther pour le conduire à Torchwood.
L'équipe arrive en Californie et loue un appartement pour préparer l'attaque. Une femme donne à Rex un tract de la campagne "Mort c'est mort". Rex téléphone au docteur Vera Juarez. Elle lui dit que c'est une campagne menée par Ellis Hartley Monroe. Gwen reçoit un appel de Rhys et demande des nouvelles de son père et de sa fille. Rhys dit qu'ils vont vient et la taquine sur la raison de sa présence à LA. Tandis que Gwen parle, l'homme qui les surveille prend des photos d'elle.
Pendant une conversation avec Rex, Esther révèle qu'il a de la famille en Californie, mais Rex nie être au courant. Plus tard, il s'éclipse pour rendre visite à son père, qui se montre hostile et le menace avec un fusil, déclarant que Rex ne s'est pas soucié de lui depuis quinze ans. 
L'équipe commence à organiser un raid sur PhiCorp afin  de voler un de leurs serveurs informatiques, et Esther découvre qu'ils ont un système de sécurité biométrique, qu'ils ne peuvent franchir qu'avec un enregistrement vocal, une empreinte palmaire et un scan de la rétine d'un homme appelé Nicolas Frumkin. Jack et Gwen parviennent à se procurer ces éléments par la ruse, tandis que l'homme qui les surveille le fait par des moyens barbares. Gwen parvient à accéder au bâtiment avec l'aide d'Esther qui a piraté son système téléphonique, tandis que Jack se fait passer pour un livreur. Son colis est en fait une copie parfaite du serveur informatique de PhiCorp, modifié pour avoir l'air d'avoir subi un incendie.
En déclenchant l'alarme incendie, Jack et Gwen parviennent à s'emparer des serveurs. Mais lorsque Jack part pour les sortir du bâtiment, Gwen est surprise par le tueur. Quand Jack trouve un des réceptionnistes gravement blessé, il accourt à la rescousse de Gwen et la trouve pieds et poings liés et bâillonnée, mais il est assommé et attaché lui aussi. Rex se porte à leur secours, mais il lui faut pour cela grimper 66 étages ce qui lui cause d'importantes hémorragies.
Le tueur leur dit qu'il sait que Jack est mortel, et qu'il veut s'assurer une place dans l'« Ordre Nouveau » qui se prépare en le « Leur » amenant. Il se prépare à trancher la gorge de Gwen, qui parvient presque à lui faire dire pour qui il travaille, mais Rex surgit et tire sur l'homme à plusieurs reprises, détruisant sa gorge. Plus tard, ils fouillent le serveur et découvrent l'existence de « Camps de Désengorgement ». Cependant, Rhys appelle Gwen pour lui dire que son père est envoyé dans un de ces camps et lorsque Gwen lui dit de les arrêter, son père a déjà été emmené.
Pendant ce temps, le docteur Vera Juarez et plusieurs autres médecins visitent un hôpital abandonné qui est utilisé pour gérer le surplus de malades mais pour la plus grande frustration de Vera, le plan est un échec car il y a trop de malades admis à l'hôpital et ils n'ont pas assez d'équipement pour les soigner. Au même moment, Ellis Hartley Monroe, un maire et membre du Tea Party commence une campagne baptisée « Mort c'est mort », qui vise à isoler les non-morts du public jusqu'à ce que la mort fasse son retour. Oswald, Jilly et PhiCorp n'aiment pas cela car sa popularité menace celle d'Oswald et également les plans de PhiCorp. Alors qu'Ellis fait un discours près de l'hôpital où les malades en surplus sont envoyés, Oswald fait preuve d'audace en entrant dans l'hôpital et en y rencontrant les patients ; la presse et le public qualifient Oswald de héros pour le plus grand dépit d'Ellis. L'organisation secrète qui contrôle PhiCorp enlève Ellis et met la limousine dans laquelle elle se trouve dans un compacteur à voitures. Avant cela, ils lui disent que "les Familles" élimineront tous ceux qui les menacent.

## Réception
Den of Geek a donné à l'épisode une évaluation positive en disant « À la fin de Escape To L.A., on a l'impression que tous les thèmes essentiels de Miracle Day sont à présent fermement en place, même si les détails restent à venir. Et l'épisode est vraiment intéressant. Il n'a pas les moments de grâce qui font de Dead Of Night un épisode à part, et nous pensons toujours que l'épisode trois est le meilleur de la série pour le moment. Mais l'épisode quatre est encore fort, et cela vaut toujours le coup de le regarder. »
En France, les épisodes 4 à 6 de la saison 4 ont été diffusés en première partie de soirée sur NRJ 12 le 7 décembre 2011. Mort, c'est mort a eu une audience de 810 000 téléspectateurs, soit 2,8 % de parts de marché. Globalement les trois épisodes ont réalisé une audience plus élevée que la semaine précédente avec de 600 000 à 800 000 téléspectateurs, et des scores élevés sur la cible des ménagères de moins de cinquante ans (de 4 % à 6 %).

## Continuité avec le Whoniverse
- Jack utilise le nom de John Smith souvent utilisé par le Docteur.